# 赫倫托爾山

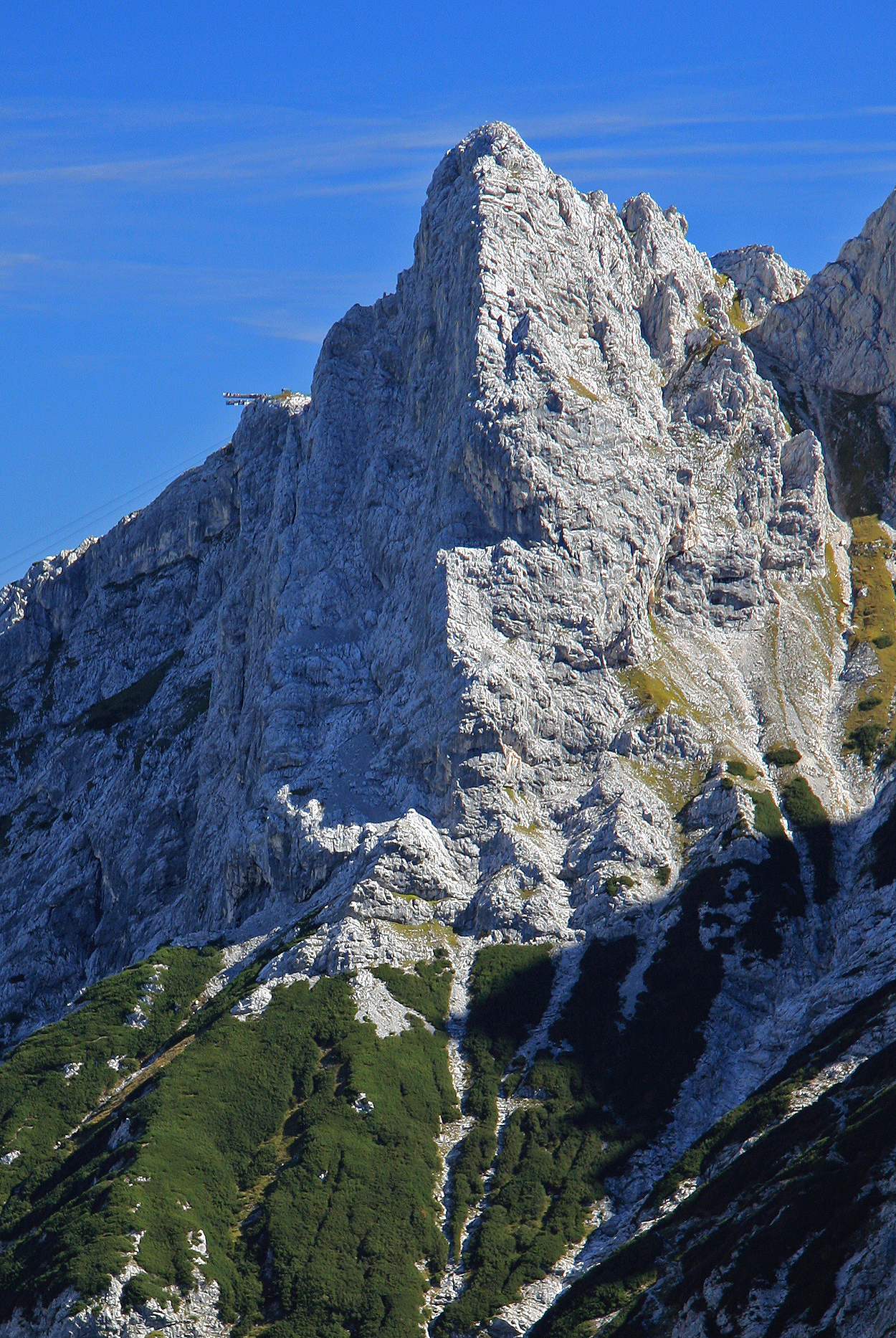

47°26′21.23″N 11°2′46.55″E / 47.4392306°N 11.0462639°E
赫倫托爾山（德語：Höllentorkopf），是德國的山峰，位於該國東南部，由巴伐利亞負責管轄，屬於韋特施泰因山脈的一部分，海拔高度2,150米，山體在三疊紀時期形成。